# Chicago X
 (décembre 2023).
La mise en forme du texte ne suit pas les recommandations de Wikipédia : il faut le « wikifier ».
Les points d'amélioration suivants sont les cas les plus fréquents. Le détail des points à revoir est peut-être précisé sur la page de discussion.
- Les titres sont pré-formatés par le logiciel. Ils ne sont ni en capitales, ni en gras.
- Le texte ne doit pas être écrit en capitales (les noms de famille non plus), ni en gras, ni en italique, ni en « petit »…
- Le gras n'est utilisé que pour surligner le titre de l'article dans l'introduction, une seule fois.
- L'italique est rarement utilisé : mots en langue étrangère, titres d'œuvres, noms de bateaux, etc.
- Les citations ne sont pas en italique mais en corps de texte normal. Elles sont entourées par des guillemets français : « et ».
- Les listes à puces sont à éviter, des paragraphes rédigés étant largement préférés. Les tableaux sont à réserver à la présentation de données structurées (résultats, etc.).
- Les appels de note de bas de page (petits chiffres en exposant, introduits par l'outil «  Source ») sont à placer entre la fin de phrase et le point final[comme ça].
- Les liens internes (vers d'autres articles de Wikipédia) sont à choisir avec parcimonie. Créez des liens vers des articles approfondissant le sujet. Les termes génériques sans rapport avec le sujet sont à éviter, ainsi que les répétitions de liens vers un même terme.
- Les liens externes sont à placer uniquement dans une section « Liens externes », à la fin de l'article. Ces liens sont à choisir avec parcimonie suivant les règles définies. Si un lien sert de source à l'article, son insertion dans le texte est à faire par les notes de bas de page.
- La présentation des références doit suivre les conventions bibliographiques. Il est recommandé d'utiliser les modèles {{Ouvrage}}, {{Chapitre}}, {{Article}}, {{Lien web}} et/ou {{Bibliographie}}. Le mode d'édition visuel peut mettre en forme automatiquement les références.
- Insérer une infobox (cadre d'informations à droite) n'est pas obligatoire pour parachever la mise en page.

Pour une aide détaillée, merci de consulter Aide:Wikification.
Si vous pensez que ces points ont été résolus, vous pouvez retirer ce bandeau et améliorer la mise en forme d'un autre article.
 (décembre 2023).
Pour les articles homonymes, voir Chicago 10.
Albums de Chicago
Chicago IX Chicago's Greatest Hits
(1975) Chicago XI
(1977)
Singles
1. Another Rainy Night in New York
Sortie : Juin 1976
2. If You Leave Me Now
Sortie : Juillet 1976
3. You Are On My Mind
Sortie : Mars 1977

Chicago X (appelé « l'album chocolaté » par les fans[pertinence contestée]) est le huitième album studio du groupe de rock américain Chicago. Il a été enregistré au Caribou Ranch et a été publié par Columbia Records le 14 juin 1976.
L'album a atteint la troisième place du Billboard 200 et a été certifié disque d'or par la Recording Industry Association of America (RIAA) le 21 juin 1976, une semaine après sa sortie. C'était le premier album du groupe à être certifié platine,, le 14 septembre 1976, et a depuis été certifié multi-platine. En l'honneur de l'album platine du groupe, Columbia Records a décerné au groupe une barre de 25 livres de platine pur, fabriquée par Cartier (le magazine Billboard l'a rapporté comme étant une barre de 30 livres,).
Lors de la 19e cérémonie des Grammy Awards, Chicago X a été nommé pour l'album de l'année et a remporté le prix de la meilleure pochette.
L'album a produit le premier single numéro un de Chicago aux États-Unis, If You Leave Me Now. Le single a remporté deux Grammy Awards : pour la meilleure performance vocale pop par un duo, un groupe ou un chœur, le premier Grammy Award du groupe ; et pour le meilleur arrangement accompagnant les chanteurs, pour les arrangeurs James William Guercio et Jimmie Haskell. Il a également été nommé pour le Grammy Award du disque de l'année. Il sera ensuite présenté dans le jeu vidéo Grand Theft Auto V de 2013 sur la station Los Santos Rock Radio.
Les deux autres chansons sorties de l'album en tant que singles figuraient également sur le Billboard Hot 100 ; Another Rainy Day in New York City a atteint le numéro 32 et You Are On My Mind est allé au numéro 49.
Record World a qualifié You Are on My Mind comme étant un « autre incontournable » de Chicago X.

## Contexte
Après avoir enregistré Chicago VIII dans un état d'épuisement, Chicago ne retourna en studio qu'au printemps 1976, se sentant rafraîchi après une longue pause. Chicago X est sorti le 14 juin 1976 devant un public réceptif, donnant à Chicago un album numéro trois sur le Billboard 200 aux États-Unis, et leur premier album à figurer dans les charts au Royaume-Uni depuis des années, au numéro 21. Il s'agissait de l'effort le plus pop du groupe jusqu'à présent étant donné que chaque chanson de l'album commence par la marque de 3 minutes, contrastant fortement avec les compositions plus longues et plus complexes des albums qui l'avaient précédé.
L'album comprenait deux des quarante meilleurs singles : la composition de Robert Lamm, Another Rainy Day In New York City, qui a culminé au numéro 32 après une brève diffusion en août 1976 ; et la composition de Peter Cetera, If You Leave Me Now, qui est devenue le premier single numéro un du groupe en octobre de la même année. Initialement écrit en même temps que Wishing You Were Here de Chicago VII, If You Leave Me Now fut l'un des derniers à être terminé et fut presque laissé de côté dans le produit final, selon les rapports. Walter Parazaider, membre du groupe, aurait déclaré avoir entendu la chanson à la radio alors qu'il nettoyait sa piscine et avait d'abord pensé que « ça ressemblait à McCartney », sans se rendre compte que c'était l'œuvre de son propre groupe. La chanson est devenue le premier hit numéro un du groupe aux États-Unis et au Royaume-Uni. Certains membres du groupe ont estimé que le succès de la chanson avait changé la perception du public à l'égard du groupe, conduisant à une demande accrue de ballades de la part de Columbia Records, que Robert Lamm ait depuis reconnu que le groupe avait commencé à s'éloigner de sa musique à orientation politique pour se tourner vers le courant dominant des années plus tôt, à commencer par Chicago V de 1972.
Les membres du groupe qui n'étaient normalement pas des chanteurs ont reçu des crédits vocaux sur cet album. L'album se distingue par les débuts vocaux du tromboniste James Pankow. Différents chanteurs du groupe ont essayé You Are On My Mind, mais Pankow a estimé qu'ils ne le comprenaient pas comme il l'avait entendu dans sa tête en tant que compositeur de la chanson, alors le producteur Guercio a dit : « Chantez-le », et cet effort a atterri sur le dernier album. You Are On My Mind était le troisième single de l'album, atteignant le numéro 49 du Billboard Hot 100 en avril 1977. Cash Box en a dit que « le même mélange vocal doux est ici, avec une texture veloutée sur les cors, mais la section rythmique s'est accélérée dans une samba rapide, décorée de percussions colorées ». Lee Loughnane a contribué au rôle principal vocal pour sa chanson Together Again (Pankow et Loughnane contribueront à nouveau au chant principal sur l'album suivant, Chicago XI). La brève section vocale de You Get It Up a été chantée par tout le groupe à l'unisson - d'où le crédit atypique de l'album à Danny Seraphine, Walter Parazaider, et Laudir de Oliveira avec « chant ».
En 2002, Chicago X a été remasterisé et réédité par Rhino Records avec une première interprétation de I'd Rather Be Rich de Chicago XIV de Lamm, ainsi que Your Love's An Attitude de Kath - tous deux coupés en 1975 - en bonus. des pistes. Cet album a été mixé et sorti en stéréo et quadriphonique.

## Pochette
Conçue par le directeur artistique de Columbia/CBS Records, John Berg, la pochette de l'album représente une barre de chocolat partiellement déballée avec le logo de Chicago dessus, ressemblant à une barre de chocolat Hershey's telle qu'elle était emballée à l'époque, et gagnant pour Berg un Grammy Award du meilleur album. Le design de la pochette est étiqueté « barre de chocolat » sur le site Web officiel du groupe. La pochette a été incluse dans une exposition 2012-2013 des couvertures d'albums de Berg au Guild Hall d'East Hampton et fait maintenant partie de la collection permanente du Museum of Modern Art de New York.

## Réception critique
Zachary Houle a écrit pour PopMatters en 2010. "C'est un album de perfection pop ..."
En 2016, Jeff Giles a écrit : " Chicago X est peut-être arrivé le 14 juin 1976 avec un peu plus d'étincelle et d'énergie globale que ce à quoi on pourrait s'attendre d'un groupe qui était sur la route depuis une décennie, mais il lui manquait la profondeur de composition et la puissance musicale dont ils avaient fait preuve plus tôt. dans leur carrière. C'était essentiellement un album pop - pas mauvais, en dehors des "Skin Tight" et "You Get It Up" quelque peu idiots aux paroles, mais qui ne pouvait s'empêcher de paraître un peu léger face aux sets du double LP. des années passées.
| 1. | Once or Twice                      | Kath         | 3:03 |
| 2. | You Are on My Mind                 | Pankow       | 3:24 |
| 3. | Skin Tight                         | Peter Cetera | 3:20 |
| 4. | If You Leave Me Now                | Cetera       | 3:58 |
| 5. | Together Again                     | Loughnane    | 3:53 |
| 6. | Another Rainy Day in New York City | Cetera       | 3:01 |

| Side Two | Side Two             | Side Two                                                                                               | Side Two | Side Two | Side Two | Side Two | Side Two | Side Two | Side Two |
| No       | Titre                | Vocals                                                                                                 | Durée    |          |          |          |          |          |          |
| -------- | -------------------- | --- | -------- | -------- | -------- | -------- | -------- | -------- | -------- |
| 7.       | Mama Mama            | Cetera                                                                                                 | 3:31     |          |          |          |          |          |          |
| 8.       | Scrapbook            | Lamm                                                                                                   | 3:28     |          |          |          |          |          |          |
| 9.       | Gently I'll Wake You | Lamm                                                                                                   | 3:36     |          |          |          |          |          |          |
| 10.      | You Get It Up        | - Cetera - Kath - Lamm - Danny Seraphine - Loughnane - Pankow - Walter Parazaider - Laudir de Oliveira | 3:34     |          |          |          |          |          |          |
| 11.      | Hope for Love        | Kath                                                                                                   | 3:03     |          |          |          |          |          |          |
| 37:51    |                      | |          |          |          |          |          |          |          |

| 2002 Remastered Bonus Tracks | 2002 Remastered Bonus Tracks                    | 2002 Remastered Bonus Tracks | 2002 Remastered Bonus Tracks | 2002 Remastered Bonus Tracks | 2002 Remastered Bonus Tracks | 2002 Remastered Bonus Tracks | 2002 Remastered Bonus Tracks | 2002 Remastered Bonus Tracks | 2002 Remastered Bonus Tracks |
| No                           | Titre                                           | Lead vocals                  | Durée                        |                              |                              |                              |                              |                              |                              |
| ---------------------------- | ----------------------------------------------- | ---------------------------- | ---------------------------- | ---------------------------- | ---------------------------- | ---------------------------- | ---------------------------- | ---------------------------- | ---------------------------- |
| 12.                          | I'd Rather Be Rich (Original Version/Rehearsal) | Lamm                         | 2:35                         |                              |                              |                              |                              |                              |                              |
| 13.                          | Your Love's An Attitude                         | Kath                         | 5:59                         |                              |                              |                              |                              |                              |                              |
| 46:25                        |                                                 |                              |                              |                              |                              |                              |                              |                              |                              |

## Personnel
Chicago
- Peter Cetera - basse, chant principal et chœurs
- Terry Kath - guitare acoustique, guitares (sauf sur "If You Leave Me Now"), chants principaux et choristes
- Robert Lamm - claviers, chant principal et chœurs
- Lee Loughnane - trompette, chœurs, chant principal sur "Together Again"
- James Pankow - trombone, chant principal sur "You Are On My Mind", chœurs sur "You Get It Up"
- Walter Parazaider - bois, chœurs
- Danny Seraphine - batterie, chœurs sur "You Get It Up"
- Laudir de Oliveira - percussions, chœurs sur "You Get It Up"

Personnel supplémentaire
- David J. Wolinski - claviers sur "Hope For Love"
- James William Guercio - guitares acoustiques lead et rythmiques sur "If You Leave Me Now", guitare sur "Hope For Love"
- George Hyde, Gene Sherry - cors d'harmonie sur "If You Leave Me Now"
- Othello Molineaux - steel drums sur "Another Rainy Day in New York City"
- Leroy Williams - steel drums sur "Another Rainy Day in New York City"
- Jimmie Haskell - orchestration de cordes et de cuivres sur "If You Leave Me Now" et "Mama Mama", chef d'orchestre sur "Gently I'll Wake You"

## Production
- Produit par James William Guercio
- Conçu par Wayne Tarnowski
- Ingénieur adjoint – Tom Likes
- Cordes enregistrées par Armin Steiner au Sound Labs (Hollywood, Californie).
- Masterisé par Doug Sax au Mastering Lab (Los Angeles, Californie).
- Concept de couverture d’album – John Berg
- Création de logo – Nick Fasciano
- Photo de Candy Bar – Studio photo Columbia Records
- Photographie intérieure – Reid Miles

## Graphiques
| Classement (1976-1977)        | Meilleure place |
| ----------------------------- | --------------- |
| Allemagne (Media Control AG)  | 5               |
| Australie (Kent Music Report) | 3               |
| Autriche (Ö3 Austria Top 40)  | 18              |
| Canada (RPM Top Albums)       | 3               |
| États-Unis (Billboard 200)    | 3               |
| Norvège (VG-lista)            | 7               |
| Nouvelle-Zélande (RIANZ)      | 6               |
| Pays-Bas (Mega Album Top 100) | 4               |
| Royaume-Uni (UK Albums Chart) | 21              |
| Suède (Sverigetopplistan)     | 6               |

| Chart (1976)                          | Position |
| ------------------------------------- | -------- |
| Australian Albums (Kent Music Report) | 24       |
| Canada Top Albums/CDs (RPM)           | 28       |
| New Zealand Albums (RMNZ)             | 31       |
| US Billboard 200                      | 71       |
| Chart (1977)                          | Position |
| German Albums (Offizielle Top 100)    | 28       |
| US Billboard 200                      | 90       |

1. ↑  Bien que le reporter Charles M. Young de Rolling Stone a écrit que Chicago s'était vu attribuer la barre de platine parce qu'il était le premier groupe à recevoir une certification d'album de platine pour Columbia Records[8], ce n'était pas le cas. Chicago X a été certifié disque de platine le 4 septembre 1976, mais l'album d'Aerosmith, Rocks, également sur Columbia Records, a été certifié disque de platine le 9 juillet 1976, avant lui[9],[10]. Billboard a déclaré que la barre de platine avait été attribuée en reconnaissance des dix albums de platine du groupe[7]. La version de Billboard semble plus vraisemblable si l'on tient compte de la publicité de deux pages entières que Columbia a publiées dans le numéro du 12 juin 1976 de Record World et qui annonçait : « Chicago X. Leur dixième album de platine, sur disques et cassettes Columbia »[11]. Les albums sortis avant 1976 n'ont toutefois été certifiés platine par la RIAA qu'en 1986[12].

1. ↑  Digital and CD versions omit the countoff at the start of the song, thus shortening the track by about 10 seconds.